# Sebastian (artist)
Sebastian, född Knud Torben Grabow Christensen den 19 december 1949 i Sønderborg, är en dansk sångare, musiker och kompositör.
Sebastian har utgivit ett stort antal skivor och har samarbetat med bland andra Sissel Kyrkjebø.